# 18 Ceti
18 Ceti è una stella nana gialla nella sequenza principale di magnitudine 6,15 situata nella costellazione della Balena. Dista 104 anni luce dal sistema solare.

## Osservazione
Si tratta di una stella situata nell'emisfero celeste australe; grazie alla sua posizione non fortemente australe, può essere osservata dalla gran parte delle regioni della Terra, sebbene gli osservatori dell'emisfero sud siano più avvantaggiati. Nei pressi dell'Antartide appare circumpolare, mentre resta sempre invisibile solo in prossimità del circolo polare artico. Essendo di magnitudine pari a 6,2, non è osservabile ad occhio nudo; per poterla scorgere è sufficiente comunque anche un binocolo di piccole dimensioni, a patto di avere a disposizione un cielo buio.
Il periodo migliore per la sua osservazione nel cielo serale ricade nei mesi compresi fra settembre e febbraio; da entrambi gli emisferi il periodo di visibilità rimane indicativamente lo stesso, grazie alla posizione della stella non lontana dall'equatore celeste.

## Caratteristiche fisiche
La stella è una nana gialla nella sequenza principale; possiede una magnitudine assoluta di 3,63 e la sua velocità radiale positiva indica che la stella si sta allontanando dal sistema solare.

## Sistema stellare
18 Ceti è un sistema stellare formato da due componenti. La componente principale A è una stella di magnitudine 6,15. La componente B è di magnitudine 12,4, separata da 69,5 secondi d'arco da A e con angolo di posizione di 238 gradi.